# Бернатович, Феликс
Феликс Бернатович (18 мая 1786, Каунас — 7 сентября 1836, Ломж) — польский писатель и драматург. Известен как автор первых польских исторических романов (подражавших Вальтер Скотту).

## Жизнь
Феликс Бернатович родился в семье чиновника, детство провёл в Опушатах Сувалкской губернии. Получил образование в Кременце и Вильне. После смерти отца работал некоторое время с дядей, в 1805 году он стал секретарём князя Адама Казимира Чарторыйского, а после 1823 года переселился из Сенявы в Пулавы, где до 1830 года занимал место библиотекаря князей Чарторыйских.
Несколько раз посещал литовские губернии, где занимался сбором этнографического материала. В 1832 году издавал в Варшаве, куда переехал годом ранее, журнал «Dziennik Powszechny», в 1833—1834 годах посетил Дрезден, Париж и Познань, но в 1835 году политические разочарования и несчастная любовь привели его к умопомешательству, которое повлекло за собой скорую смерть.

## Творчество
Свою литературную деятельность Бернатович начал с переводов, затем пробовал свои силы в драматической литературе: так, он написал несколько комедий, из которых одна, «Bezżeniec w Kłopotach», пользовалась в своё время популярностью. Познакомившись с модными в то время романами — «Новой Элоизой», «Вертером», сочинениями Флориана, Жанлис, Коллен и Пихлер, Бернатович задумал написать оригинальный польский роман, и в 1820 году он издал книгу «Неразумные обеты. Письма двух влюбленных, живущих на берегах Вислы» (Nierozsądne śluby. Listy dwojga kochankòw, na brżegach Wisły mieszkających; 2 тома, Варшава, 1820, вместо фамилии подписаны буквы F. B.).
Роман и сентиментальным настроением своим, и общим строем не отличается от западноевропейских образцов, даже форма заимствована у «Новой Элоизы»; тем не менее роман этот имеет большое значение в истории польской литературы, с одной стороны, потому, что он в хронологическом порядке является вторым романом, написанным на польском языке (первым была «Мальвина, или Догадливость сердца» за авторством Марианны Чарторыйской, 1816), а во-вторых, потому, что, несмотря на заимствования, представляет собой картину польской жизни: «общий фон, на котором развивается действие, и характеры лиц совершенно польские» (ЭСБЕ).
Вскоре Бернатович, познакомившись с Вальтером Скоттом, решился написать оригинальный исторический роман; для этого он выбрал сюжет, сходный с сюжетом скоттовского «Айвенго», заимствовав содержание из преданий литовского народа. В результате получилось повествование из эпохи соединения Литвы с Польшей — «Поята, дочь Лездейки, или Литовцы в XIV столетии» (Pojata, còrka Lezdejki; czyli Litwini w XIV wieku). Уже «Неразумные обеты» имели большой успех, но успех «Пояты» был значительнее: польских изданий было пять (Варшава, 1826 год, 4 тома; Пулавы, 1829; Вильно, 1839; Львов, 1860 и 1877); кроме того, его перевели Павел Гаевский на русский язык (1832), Шнаазе на немецкий (1834), Летурнье на французский (1832), и в 1854 году Е. Деринг переделал роман на драму (издана в Вильне). 
Польщённый успехом, Бернатович вскоре издал новый исторический роман, «Nałęcz, romans z dziejów Polski» (Варшава, 1828, Львов, 1848 и 1877), переведённый на русский язык под названием «Феликс Наленч, или Черты из жизни Казимира Великого». В нём описывается борьба между двумя могущественными польскими родами, Наленчей и Леливитов, во времена Казимира Великого, то есть в XIV веке. Роман этот в первое время имел среди польских читателей такой же успех, как «Поята», однако отзывы критиков на него не были одобрительными.
После этого Бернатович возвратился к современным ему сюжетам и в 1834 году издал две повести в одном томе: «Powieści z podań ludu i obyczajòw Krajowych» (изданы в Варшаве, 1834, и Познани, 1878). Кроме того, Бернатович написал биографию князя Чарторыйского и начал писать роман «Мадонна», но болезнь помешала ему окончить его. 
Многие современные Бернатовичу критики больше всего между его сочинениями выделяли «Неразумные обеты»; с этим не было согласно большинство читающей польской публики, которая предпочитала всему «Пояту»; на надгробном памятнике Бернатовича в Ломже сделана надпись: «Здесь покоится Феликс Бернатович, автор „Пояты“».